# Софија Јовић
Софија Јовић Делић (Београд, 1982) српска је глумица и режисерка.
Прославила се улогом у серији „Отворена врата“ у продукцији Monte Royal Pictures-а и РТС-а из 1994. године и 1995. године и Прве српске телевизије 2013. године где глуми лик Милице Јаковљевић.
Завршила је позоришну режију на Универзитет Њујорку а након тога студије психологије на којима је докторирала. Бави се обуком и истраживачким радом из области психологије.